# Pterocryptis berdmorei
Pterocryptis berdmorei är en fiskart som först beskrevs av Blyth, 1860.  Pterocryptis berdmorei ingår i släktet Pterocryptis och familjen malfiskar. IUCN kategoriserar arten globalt som livskraftig. Inga underarter finns listade i Catalogue of Life.